# Mujeres en Cuba
Las mujeres en Cuba tienen los mismos derechos constitucionales que los hombres en la economía, la política, la cultura y la sociedad, así como en la familia. Cuba se considera como un líder con respecto a los derechos de las mujeres. Según el Artículo 44 de la Constitución Cubana, "el Estado garantiza a las mujeres las mismas oportunidades y posibilidades que los hombres para lograr la participación completa de las mujeres en el desarrollo del país". A partir de 2015, las mujeres tienen el 48,9% de los escaños parlamentarios en la Asamblea Nacional de Cuba, lo que clasifica al país en la sexta posición de 162 países en cuanto a participación femenina en la vida política.
 

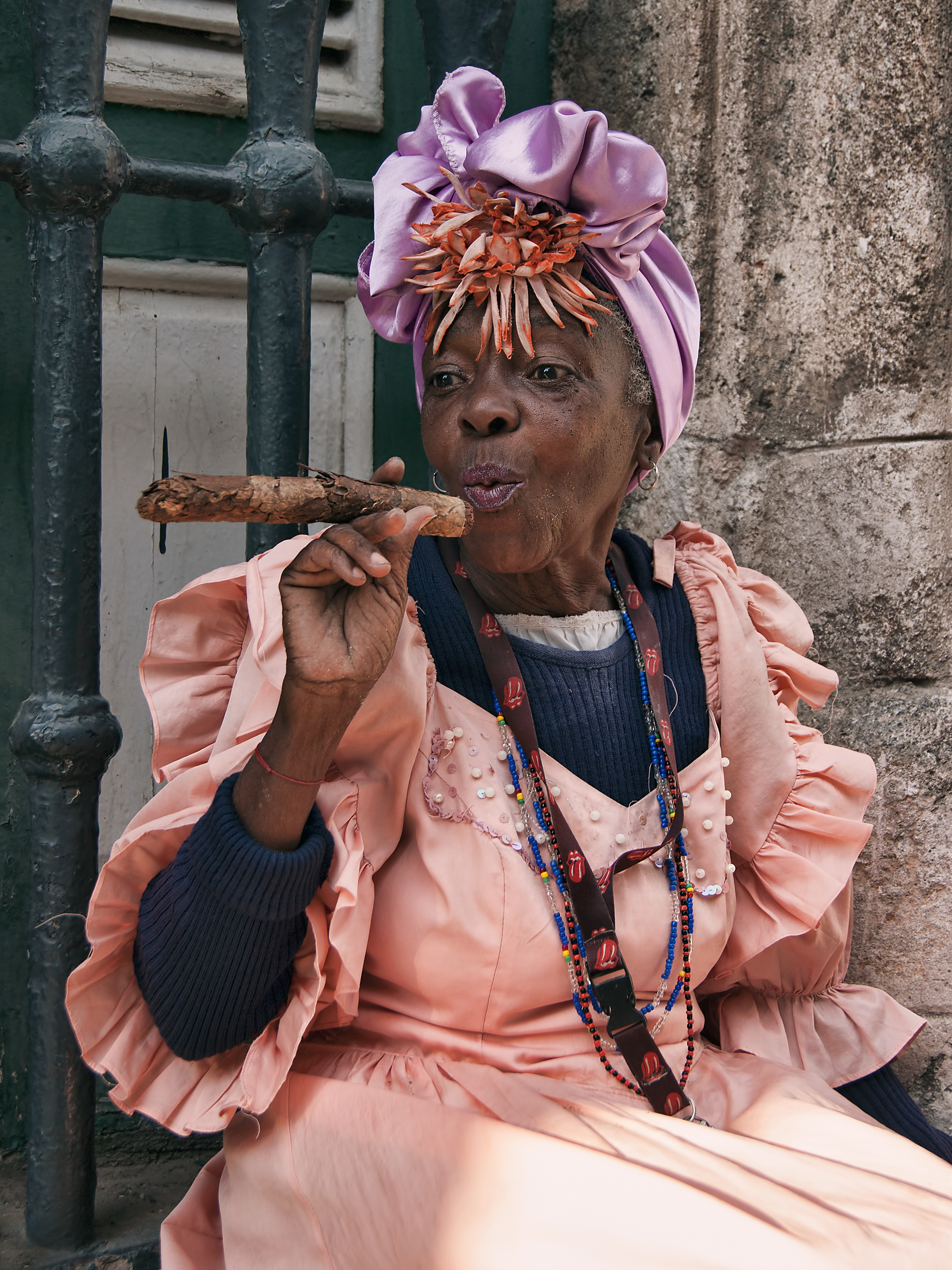
Una anciana cubana con coloridos trajes tradicionales posa juguetonamente con su cigarro fuera de la Plaza de Armas

Muchas mujeres en Cuba proceden de diversos orígenes, como las mujeres afrocubanas. Junto con las mujeres afrocubanas, las mujeres en Cuba, que fueron anteriormente marginadas, pudieron obtener los niveles de educación más altos y avances en sus carreras. El Código de Familia de 1975 se concibió para permitir que las mujeres cubanas compartieran las tareas dómesticas justamente con sus esposos. Las oportunidades de trabajo fueron disponibles en las ciudades y como consecuencia, muchas mujeres cubanas se fueron del campo para trabajar y vivir en las ciudades. Sin embargo, a causa del número aumentado de las mujeres cubanas estudiando y trabajando, la tasa de natalidad nacional ha disminuido. A pesar de que se aplicó la desegregación en Cuba, todavía hay ciertos problemas con respecto a la vivienda justa en Cuba.

## Historia
En la primera mitad del siglo XX, las mujeres en Cuba habían alcanzado un estatus comparable a lo de las mujeres de los otros países latinoamericanos, como Argentina y Chile. El objetivo de las feministas cubanas durante este tiempo se fundó sobre la cultura cubana así como la situación de clase de las mujeres que encabezaron el movimiento feminista. En 1923, el primer Congreso Nacional de las Mujeres tuvo lugar en Havana. 31 organizaciones participaron en el Congreso. Dos años más tarde, en 1925, un segundo Congreso Nacional de las Mujeres tuvo lugar con 70 organizaciones. Durante este tiempo, una de las dirigentes más destacadas fue Ofelia Domínguez Navarro, que participó en ambos Congresos. En 1933, durante los 100 días de gobierno de Ramón Grau, las mujeres cubanas recibieron el voto. En 1934, los porcentajes de las mujeres cubanas trabajando fuera de la casa, asistiendo al colegio y usando el control de la natalidad superaron los porcentajes correspondientes en casi todos los demás países latinoamericanos.
Las mujeres en Cuba han sido elegidas miembros de la Cámara de Representantes y el Senado. Son alcaldesas, juezas, miembros del gabinete, concejales municipales y miembros del servicio exterior de Cuba. El retorno de Grau al gobierno, bajo los auspicios del Presidente Fulgencio Batista contempló la Constitución Cubana de 1940, una de las más progresistas del hemisferio occidental con respecto al estatus de las mujeres. Prohibió la discriminación por razón de sexo y reclamó igual salario por igual trabajo. Aunque estas leyes progresistas fueron un paso en la dirección correcta, muchas de ellas no se aplicaron. 
Durante la Revolución Cubana, las mujeres fueron movilizadas y consiguieron los derechos incomparable con el resto de Latinoamérica. Por ejemplo, consiguieron el Código de la Familia de 1975. Este Código prohibió la discriminación contra las mujeres y las chicas, aún dentro de la familia. El Código declaró que los maridos y las esposas compartieran equitativamente las responsabilidades domésticas. Según la Federación de las Mujeres Cubanas, el Código de la Familia es un ejemplo educativo para las generaciones más jóvenes. Al ver el Código de la Familia como un ejemplo para las familias, los jóvenes podían darse cuenta de que los maridos y las esposas tenían que compartir las tareas domésticas.
Tras la Revolución Cubana de 1959, se estableció la Federación de las Mujeres Cubanas como una ONG. Esta federación permitió al gobierno cubano vigilar el progreso de las mujeres y asegurar supervisión. Esto ayudó a las mujeres a conseguir “la paridad impresionante en la educación universitaria, la escala salarial y los puestos en los gobiernos locales”. El gobierno cubano reconozco la Federación como “un mecanismo nacional por el avance de las mujeres en Cuba”. La organización afirma tener más de 3 millones de afiliados, lo que constituye 85,2% de todas las mujeres mayores de 14 años. Hay también un Centro de Formación de Mujeres y una editorial femenina a nivel nacional. El conjunto adhiere generalmente a los objetivos del gobierno cubano de “defender la Revolución Cubana”.
Desde el “Período Especial en Tiempos de Paz” de los años noventa, las mujeres han venido a la vanguardia de la vida en Cuba. Exigen un paso hacia una existencia sin sexismo. El sexismo en Cuba va mano a mano con el racismo experimentado por los Afrocubanos. Las mujeres negras reciben los empleos peor pagados, tienen las tasas más altas de desempleo y los niveles educativos más bajos. A menudo viven con la amenaza de la violencia de género.
Aunque las mujeres cubanas consiguieron mucha paridad durante la Revolución Cubana, todavía había mucha desigualdad en la sociedad cubana.
Unos ejemplos son:
- “Durante los años noventa, cuando los subsidios de la Unión Soviética terminaron, la conservación de los servicios sociales a menudo recurrían a las mujeres como madres, esposas y cuidadores, lo que indicaba que Cuba no ha igualado las responsabilidades de género completamente”.[11]
- Las mujeres solo tenían un cuarto de los puestos administrativos de alto nivel.[11]
- “Esta persistencia de la desigualdad de las mujeres en el ámbito político se puso de manifiesto en las especulaciones sobre quién iba a suceder a Fidel Castro en la jefatura del Estado, cuando enfermó en 2006. De los 12-15 nombres mencionados, que incluían los círculos más íntimos de la dirección cubana, ninguno era una mujer”.[11]

Un referéndum sobre la modificación del Código de Familia tuvo lugar en Cuba el 25 septiembre 2022. Tuvo éxito y, entre las otras cosas, el nuevo Código de Familia incluye la igualdad estricta de los derechos entre los hombres y las mujeres. Incluso antes del paso del Código de Familia, Cuba ya era a la vanguardia de los derechos regionales de las mujeres según Reuters.

## Hip hop
El hip hop, más específicamente el rap, se ha convertido en un vehículo para las mujeres cubanas expresar su descontento con el estatus de la raza y el género en Cuba. Las letras de los grupos de rap exclusivamente femeninos Krudas Cubensi y Obsession piden el respeto por la diversidad en la escena musical y la simpatía por las mujeres que han recurrido a la prostitución en Cuba para el rescate económico. Durante el “Período Especial”, las mujeres vinieron a la vanguardia en la gestión de diferentes situaciones económicas y domésticas y, al hacerlo, asumieron más responsabilidad y una nueva autoridad. El popular estilo de baile “perreo” puede considerarse un símbolo de este cambio, con las mujeres frente a los hombres durante el baile.
La promoción de las artistas femeninas de hip hop no está actualmente al mismo nivel que sus homólogos masculinos. Sin embargo, a través del apoyo de la Agencia de Rap Cubana y específicamente Magia López, la jefa de la Agencia, este podría cambiar. Actualmente, López trabaja para aumentar la participación de las mujeres en la escena de hip hop cubana.

## La salud reproductiva
En la Cuba moderna, las mujeres tienen el acceso libre al aborto y hasta dos años de baja por maternidad.
Antes del éxito de la Revolución Cubana en 1959, el aborto era ilegal y los anticonceptivos eran inaccesibles. Las leyes de salud reproductiva se inspiraban en el Código Penal español de 1870, por lo que el aborto era muy restrictivo. En 1936 reescribieron algunas de las leyes más restrictivas y las pusieron en el nuevo código penal llamado el Código de Defensa Social.
Después de la creación de la Federación de las Mujeres Cubanas en 1960, hicieron esfuerzos para aumentar los derechos reproductivos de las mujeres en Cuba. En 1965, el aborto se despenalizó y en 1979, el aborto se hizo gratuito y más accesible. El banco de datos de Políticas de Población de las Naciones Unidas señala que entre 1968 y 1974, la tasa de abortos legales pasó de 16,5 a 69,5 abortos legales realizados por cada 1.000 mujeres en edad reproductiva. Actualmente, la estimación se sitúa en torno a 47 y 62 abortos legales por cada 1.000 mujeres en edad reproductiva.
La razón por la que se presta tanta atención al aborto cuando se habla de los derechos reproductivos en Cuba es porque se usa mucho para la planificación familiar. Sin embargo, el sistema sanitario cubano ofrece otros anticonceptivos gratuitos, que se utiliza. Según las estadísticas recogidas por UNICEF y a división de Población de las Naciones Unidas, se estima que la prevalencia anticonceptiva de cualquier método (métodos definidos como métodos anticonceptivos modernos, incluyendo la esterilización femenina y masculina, las píldoras hormonales orales, el dispositivo intrauterino (DIU), el condón masculino, los inyectables, los dispositivos implantables, los métodos vaginales de barrera, el condón femenina y la anticoncepción de emergencia sin incluir el aborto) fue del 73,7% de las mujeres en Cuba de 15 a 49 años. El porcentaje máximo fue 77,8% en 2010 y el mínimo fue 60% en 1980.

## Hogar, familia y tasa de natalidad
Las mujeres encabezan casi el 50% de los hogares cubanos.
Una de las áreas donde las mujeres en Cuba continúan enfrentando la desigualdad es dentro de sus propios hogares. A pesar de que muchas mujeres con hijos tienen títulos universitarios avanzados y trabajos en la fuerza laboral profesional, también tienen la responsabilidad de cuidar a sus hijos, esposos y hacer la mayor parte, si no todo, de la cocina y la limpieza del hogar. La distribución desigual del trabajo doméstico puede atribuirse, al menos parcialmente, al concepto de machismo que se encuentra a menudo en los países latinoamericanos. En cuanto a las relaciones, se esperaba que las mujeres en Cuba tuvieran una relación plena y satisfactoria con sus maridos. Al tener una relación agradable con sus esposos, el gobierno cubano teorizó que la relación amorosa de las parejas influirá en sus hijos para que se comporten moralmente y civilmente. Las rígidas normas de género resultan en las mujeres reduciendo las horas de trabajo y recibiendo aún menos salario del que ya reciben para tener tiempo para cuidar de sus hogares y familias.
Después de la Revolución Cubana, cada vez más mujeres cubanas comenzaron a trabajar fuera de casa. El gobierno revolucionario trabajó para cambiar las normas sociales que marginaban a las mujeres en Cuba. La emancipación era necesaria para ayudar a las mujeres a obtener las oportunidades económicas iguales. Antes de la Revolución Cubana, según un censo realizado en 1953, el 13,7% de las mujeres cubanas trabajaba. Después de 1960, el número de mujeres que trabajaban aumentó. Con las reformas revolucionarias que se implementaron, las mujeres cubanas tenían más oportunidades económicas. Un ingreso estable serviría como incentivo para que tanto hombres como mujeres emigraran a las ciudades. Sin embargo, con más mujeres trabajando y asistiendo a la escuela, la tasa de natalidad ha disminuido. Otro resultado es que había menos gente viviendo y trabajando en el campo debido al hecho de que emigraron a las ciudades en busca de trabajo.
Una consecuencia de la carga de trabajo doméstico desproporcionada es que muchas mujeres eligen utilizar los abortos accesibles y anticonceptivos en Cuba antes mencionados para retrasar, si no prevenir por completo, tener hijos. La tasa de natalidad en Cuba ha ido disminuyendo en los últimos años. En 2016, se estimó que la tasa de crecimiento de la población del país fue del 0,13 % y se cree que seguirá desacelerándose a un crecimiento demográfico negativo en los próximos años si las tendencias actuales continúan. Comparativamente, la tasa de crecimiento de la población de los Estados Unidos fue del 0,7 % en 2016, en Canadá del 1,2 % en 2016 y de México del 1,3 % en 2016. La tasa de crecimiento de la población mundial en 2016 fue de alrededor del 1,1%.
En la industria de la vivienda en Cuba, había desigualdades en el sector de la vivienda. A pesar de la promesa de la Revolución de implementar la distribución equitativa y la vivienda justa, los ingresos enviados desde el extranjero pudieron sostener los gastos de subsistencia de los cubanos caucásicos. Los hombres y mujeres afrocubanos no pudieron vivir en casas lujosas debido a que se descubrió que la mayoría de las casas caras eran propiedad de cubanos caucásicos sostenidas por los ingresos enviados por familiares que vivían en el extranjero. A pesar del alto número de propietarios caucásicos en barrios caros, la Revolución ha implementado la desegregación en escuelas y barrios.

## Educación
Históricamente, Cuba fue una sociedad mayormente agraria, con una economía basada en el turismo en las áreas urbanas, principalmente La Habana. Muchas mujeres se vieron obligadas a trabajar como empleadas domésticas o prostitutas en estas áreas porque no habían muchas otras opciones, ya que estaban excluidas de las oportunidades educativas. Antes de la revolución, alrededor del 70% de las mujeres en la mano de obra eran empleadas domésticas, trabajaban muchas horas con salarios bajos y pocos o ningunos beneficios. Solo alrededor de 194.000 mujeres estaban en la mano de obra, con alrededor de 700.000 consideradas desempleadas y 300.000 subempleadas.
Después de la revolución, la FMC luchó para establecer los derechos educativos iguales para las mujeres. La organización se reunió con otros países latinoamericanos para compartir ideas sobre los aumentos positivos en la educación de las mujeres. La FMC comenzó al establecer escuelas específicamente para mujeres que eran empleadas domésticas y prostitutas y escuelas para mujeres que vivían en la pobreza. Estas escuelas fueron diseñadas para ayudar a las mujeres a desarrollar una gama más amplia de habilidades y, en última instancia, ayudarlas a obtener la capacidad de obtener una educación superior. Estas escuelas también se propusieron ayudar con la historia de las tasas de analfabetismo del país. Alrededor de un cuarto de la población de Cuba era analfabeta cuando Fidel Castro tomó el poder y más de la mitad eran mujeres. Por 1961, casi todo el país estaba alfabetizado, principalmente debido a los voluntarios (de los cuales alrededor del 56% eran mujeres jóvenes) que iban a las zonas rurales para alfabetizar.
A partir de 2011, las mujeres en Cuba constituían más del 80% de los estudiantes universitarios y alrededor del 68% de los graduados universitarios. Comparativamente, las mujeres constituían alrededor del 57% de los estudiantes universitarios en los Estados Unidos en 2008. Las mujeres en Cuba también representan alrededor del 81% de los estudiantes de medicina, pero están subrepresentadas en los campos de matemáticas y ciencias, representando solo el 46% de los estudiantes de ciencias naturales y matemáticas, el 37% de los estudiantes de estudios técnicos y el 30% de los estudiantes de ingeniería.

## Las mujeres en la mano de obra cubana
Casi el 60% de los profesionales en la Cuba moderna son mujeres.
En todo el mundo, la gente se preocupa por la feminización de la pobreza . Siete de cada diez pobres son mujeres o niñas, según un estudio realizado por el Programa Mundial de Alimentos (PMA). En Cuba estamos viendo algo único en este ámbito. Mientras que el salario cubano promedio rondaba los 494,4 pesos regulares por mes ($ 18,66) a fines de 2008 a 2015, se ha visto un aumento en el número de mujeres en la fuerza laboral técnica y profesional en Cuba. Según el Portal de Datos de Género del Banco Mundial, las mujeres representan el 42% de la tasa de participación laboral en Cuba. Una investigación realizada por la Asociación Estadounidense de Mujeres Universitarias (AAUW) mostró que, en 2011, las mujeres representaban alrededor del 70% de la fuerza laboral profesional, el 69% de los personales sanitarios y el 80% de los trabajadores educativos, pero solo alrededor del 30% de los ingenieros, mostrando que las tasas disminuyen en el sector científico y técnico.
Antes de la Revolución, había pocas o ningunas mujeres en la mano de obra, y mucho menos que se les pagara por el empleo. Solo el 14,2% de la población femenina tenía un empleo remunerado, según un artículo de revista, Socialism and Feminism: Women and the Cuban Revolution, Part 1. Se esperaba que la mayoría de las mujeres en este tiempo fueran amas de casa y atendieran a sus esposos y familias. Sin embargo, había un pequeño porcentaje de mujeres que buscaban trabajo. Según el artículo de la revista Socialismo y feminismo: la mujer y la revolución cubana, parte 1, en 1958 había un porcentaje de 19,3 mujeres buscando trabajo. Desde entonces, en comparación con las estadísticas de ahora, se puede ver un aumento de mujeres en la mano de obra. Pero todavía puedes ver la diferencia entre los hombres y las mujeres que están empleados entre el lugar donde trabajan y cuánto les pagan. Por eso, ha habido ligeros cambios pero todavía queda mucho por mejorar y cambiar para que las mujeres de Cuba reciban los derechos que merecen.

## Historia de la mujer afrocubana
Las mujeres afrocubanas han estado viviendo en Cuba desde el siglo XV con el aumento de la demanda de esclavos durante la época colonial. Los esclavos nacidos en África e importados a Cuba se denominaban bozal . Los esclavos nacidos en Cuba eran conocidos como negros criollos . La cultura afrocubana también se fusionó con la afluencia de afrohaitianos y sus productos y prácticas culturales después de la Revolución haitiana . Después de 1959, el gobierno revolucionario instituyó nuevas reformas para los afrocubanos y la población en general. El gobierno revolucionario tenía como objetivo alfabetizar a todos los sectores de la población. El resultado fue que muchos afrocubanos se graduaron del colegio, lo cual es estadísticamente más alto en comparación con sus contrapartes blancas. Este cambio resultaría en un número sustancial de afrocubanos que se matriculan en las facultades de medicina. Fueron formados en facultades de medicina establecidas en Cuba . Las escuelas de medicina se establecieron debido a que hubo una "fuga de cerebros" que ocurrió probablemente debido al creciente atractivo de los ideales revolucionarios en el país. Uno de los cambios incluyó la atención médica gratuita que se ofreció tanto a la población cubana como a pacientes extranjeros. Cuba fue reconocida por su causa humanitaria en otros países, incluyendo Venezuela . Las mujeres afrocubanas fueron la mayoría de los médicos enviados al exterior. Una de las razones por las que muchas mujeres afrocubanas constituyeron la mayoría de los médicos enviados al extranjero es porque el salario es lucrativo. Muchos afrocubanos no tenían familias viviendo en el extranjero y por eso no podían recibir dinero ni regalos. El gobierno cubano no cobraba matrícula a los estudiantes y las mujeres afrocubanas y cubanas podían estudiar en las facultades de medicina. Obtuvieron la oportunidad de ser médicos bien pagados y esto fue un logro importante en los derechos de las mujeres en Cuba. Al recibir dinero constante y bienes materiales como la ropa, los médicos afrocubanos pudieron mantener a sus familias en Cuba. Además, no tendrían la obligación de emigrar a un país nuevo. Podrían trabajar en un país extranjero por un período de tiempo relativamente corto y luego regresar a Cuba. Durante el Período Especial, los afrocubanos se vieron severamente afectados por los numerosos problemas que surgieron. Por ejemplo, tuvieron que soportar penurias, incluyendo el bajo suministro de alimentos y oportunidades laborales insuficientes. Las mujeres afrocubanas afirmaron que no recibieron la oportunidad profesional de contribuir a la economía cubana a pesar de su alto nivel educativo. Por ejemplo, en la década de 1990, las mujeres afrocubanas plantearon el problema de la falta de empleo en el sector turístico. Debido a las dificultades, el suministro insuficiente de alimentos y los trabajos de hospitalidad insuficientes, muchas mujeres, incluyendo las afrocubanas, recurrieron al trabajo sexual y las citas internacionales (turismo). En la industria del turismo sexual, las trabajadoras sexuales afrocubanas se asociaron públicamente como un tipo de objetos exóticos distintivos y viles. Por el contrario, comúnmente se suponía que las trabajadoras sexuales caucásico-cubanas eran novias o esposas de los turistas.

## Las mujeres destacadas en Cuba después de la revolución
La mujer más destacada en el gobierno cubano después de la Revolución fue Vilma Espín . Vilma Espín fue la esposa de Raúl Castro. Fue fundadora de la Federación de las Mujeres Cubanas, miembro del Comité Central del Partido Comunista y del Buró Político del partido. Tenía un título en ingeniería química del Instituto Tecnológico de Massachusetts. Fue líder en el movimiento guerrillero durante la revolución y fue muy íntima con Fidel y Raúl Castro.
Por otro lado, una figura destacada fue la líder opositora Laura Inés Pollán Toledo. Pollán fundó el grupo disidente Damas de Blanco, que realiza marchas pacifistas de protesta con las esposas y cónyuges de los presos políticos en Cuba para exigir su liberación. Pollan trabajó como profesora de la literatura hasta su jubilación en 2004. Siempre vestía de blanco, símbolo de la organización, y se convirtió en una figura clave de la oposición en Cuba.
Después de la Revolución, muchas mujeres afrocubanas, con el apoyo financiero del gobierno cubano, se graduaron de las facultades de medicina y fueron enviadas al extranjero para ayudar a los pacientes.